# Tratado de Berlim (1889)
Tratado de Berlim de 1889 foi o documento final da conferência em Berlim em 1889 sobre Samoa. A conferência foi proposta pelo ministro das Relações Exteriores alemão, Conde Herbert von Bismarck (filho do chanceler Otto von Bismarck), para reconvocar a suspensa Conferência de Washington sobre Samoa de 1887. Herbert von Bismarck convidou as delegações dos Estados Unidos e do Império Britânico a Berlim em abril de 1889.[carece de fontes?]
O tratado instaurou um condomínio em Samoa entre Estados Unidos, Alemanha e Grã-Bretanha. Foi concebido para garantir a preservação dos direitos das três potências como garantidos em tratados separados com o regime de Samoa em 1878 e 1879. Além disso, a independência e a neutralidade do governo samoano foi assegurada, as finanças públicas foram reorganizadas e o rei samoano eleito em 1881 foi restaurado. Em um esforço para fortalecer o sistema judiciário um cargo de chefe de justiça estadunidense/europeu foi criado e o município de Apia foi restabelecido, presidido pelo presidente do conselho. [carece de fontes?]
O tratado foi assinado em Berlim, pelas três potências em 14 de junho de 1889; as ratificações foram trocadas em 12 de abril de 1890 e sancionadas pelo governo samoano em 19 de abril de 1890.[carece de fontes?]
O condomínio terminaria em frangalhos políticos depois de dez anos, com a ratificação da Convenção Tripartite de 1899 e a partição resultante do arquipélago samoano.[carece de fontes?]